# Gusztáv Szomjas
Gusztáv Szomjas (ur. 1 października 1898 w Mezőtúr, zm. 3 sierpnia 1959 w Tardos) – węgierski strzelec, olimpijczyk. Brat strzelca László Szomjasa.

## Życiorys
Brał udział w zawodach strzeleckich podczas Letnich Igrzysk Olimpijskich 1924, na których wystartował w pięciu konkurencjach. Najwyższą pozycję indywidualnie zajął w trapie, w którym uplasował się na 19. miejscu (wśród 44 strzelców). W rundzie pojedynczej do sylwetki jelenia drużynowo osiągnął ostatnią szóstą pozycję wśród sklasyfikowanych zespołów (miał najlepszy wynik w węgierskiej reprezentacji). Był członkiem reprezentacji kraju przez 15 lat. Mistrz Węgier w trapie z lat 1927 i 1930.
Gusztáv Szomjas, podobnie jak brat i ojciec, badał zachowania ptaków. W 1923 roku otrzymał dyplom od Węgierskiego Instytutu Ornitologicznego za zasługi na tym polu. W 1950 roku przeniósł się do Tokaju, a rok później do Tardosbánya (obecnie Tardos).

## Wyniki

### Igrzyska olimpijskie
| Igrzyska   | Konkurencja                                     | Wynik                           | Miejsce | Źródło |
| ---------- | ----------------------------------------------- | ------------------------------- | ------- | ------ |
| Paryż 1924 | Runda pojedyncza do sylwetki jelenia            | 24 pkt.                         | 28      | [ 5 ]  |
| Paryż 1924 | Runda pojedyncza do sylwetki jelenia, drużynowo | 97 pkt. (druż.) 30 pkt.         | 6       | [ 4 ]  |
| Paryż 1924 | Runda podwójna do sylwetki jelenia              | 28 pkt. (ind.)                  | 29      | [ 6 ]  |
| Paryż 1924 | Trap                                            | 90 pkt.                         | 19      | [ 2 ]  |
| Paryż 1924 | Trap, drużynowo                                 | 321 pkt. (druż.) 73 pkt. (ind.) | 10      | [ 7 ]  |